# Римски бани (Хераклея Линкестис)
Римските бани (на македонска литературна норма: Римски бани) са археологически обект, римски бани, в античния македонски град Хераклея Линкестис, Северна Македония.

## История
Термите са изградени през Римския период и са били използвана до края на Късната античност.

## Описание
Термите са внушителна сграда, която се е състояла от три главни помещения: Frigidarium – място за къпане в студена вода; Tepidarium – помещение за къпане в хладка вода; и Caldarium – помещение за къпане в топла вода. Банята се е отоплявала с хипокаустна система, която се получава с разполагане на пода върху тухлени стълбове. Топлият въздух циркулира през кухините му, а димът излиза през кухи тръби, разположени вертикално покрай стените.